# Shamo (Huhn)
Shamo-Hühner, auch Japanische Kämpfer genannt, sind eine urtümliche Kampfhuhnrasse aus Thailand (ehemals Siam) und wurden 1953 aus Japan nach Deutschland eingeführt. Die Rasse an sich ist jedoch viel älter. In Europa wurde dieses Huhn unter dem japanischen Namen Shamo (軍鶏) bekannt, der so viel wie „Kampfhahn“ bedeutet.

## Rassebeschreibung
Shamo-Hühner sind große, nahezu senkrecht stehende Kampfhühner mit eckigem Körperbau. Der Hals ist sehr lang und kühn gebogen, der Rücken gerade. Die Befiederung ist knapp und hart. Auf dem kurzen breiten Kopf befindet sich ein Erbsenkamm. Das Auge ist perlfarbig und mit finsterem Blick.
Wirtschaftlich hat diese Rasse trotz des hohen Schlachtgewichtes von 3 kg und mehr keine Bedeutung. Es ist heutzutage ein reines Rassegeflügel.
Shamo werden in der Kleintierzucht auch gerne als die „Königsklasse“ unter den Hühnern bezeichnet. Die Tiere sind schwer zu halten, sehr aggressiv und ihr großes Gewicht macht eine Brut ohne zerquetschte Eier nahezu unmöglich, obwohl der Bruttrieb bei den meisten Hennen vorhanden ist.
Diese Kampfhuhnrasse hat ihr urtümliches Wesen behalten. Die Tiere sind gegenüber fremden Artgenossen sehr aggressiv und es ist somit nahezu unmöglich, in einen bestehenden Stamm fremde Tiere ohne Kämpfe zu integrieren.
Die Hähne kämpfen ohne Nachlass und bis zum bitteren Ende. Auch die Hennen haben eine aggressive Art.

## Weitere Bedeutungen von „Shamo“
Es existiert keine Zwergform der Japanischen Kämpfer. Die in Europa ebenfalls bekannte Zwerghuhn-Rasse Ko Shamo ist trotz ihres ähnlichen Namens nicht auf die Shamo-Großrasse zurückzuführen. „Shamo“ ist in Japan ein Sammelbegriff für Kampfhuhnrassen, vom großen Shamo (auch Ō Shamo oder Dai Shamo) bis hin zum kleinen Yamato Shamo, der in Europa nicht anerkannt ist.

## Nachweise
1. ↑  
Wilfried Detering: Kämpfer und Zwerg-Kämpfer der Welt. Rassen – Zucht – Haltung. Hahnenkampf in alter Zeit. 2., vollständig überarbeitete Auflage. Oertel + Spörer, Reutlingen 2004, ISBN 3-88627-520-5, Shamo (Japanische Kämpfer), S. 48.
2. ↑  軍鶏. In: Wadoku – Japanisch-Deutsches Wörterbuch. Abgerufen am 17. August 2019.
3. 1 2  
Shamo. In: kampfhuehner.de. Club Deutscher Ur- und Kampfhuhnzüchter – Erhaltungszuchtverein e. V., abgerufen am 9. Oktober 2015.
4. 1 2  
Wilfried Detering: Kämpfer und Zwerg-Kämpfer der Welt. Rassen – Zucht – Haltung. Hahnenkampf in alter Zeit. 2., vollständig überarbeitete Auflage. Oertel + Spörer, Reutlingen 2004, ISBN 3-88627-520-5, Shamo (Japanische Kämpfer), S. 49.